# ترامپولین

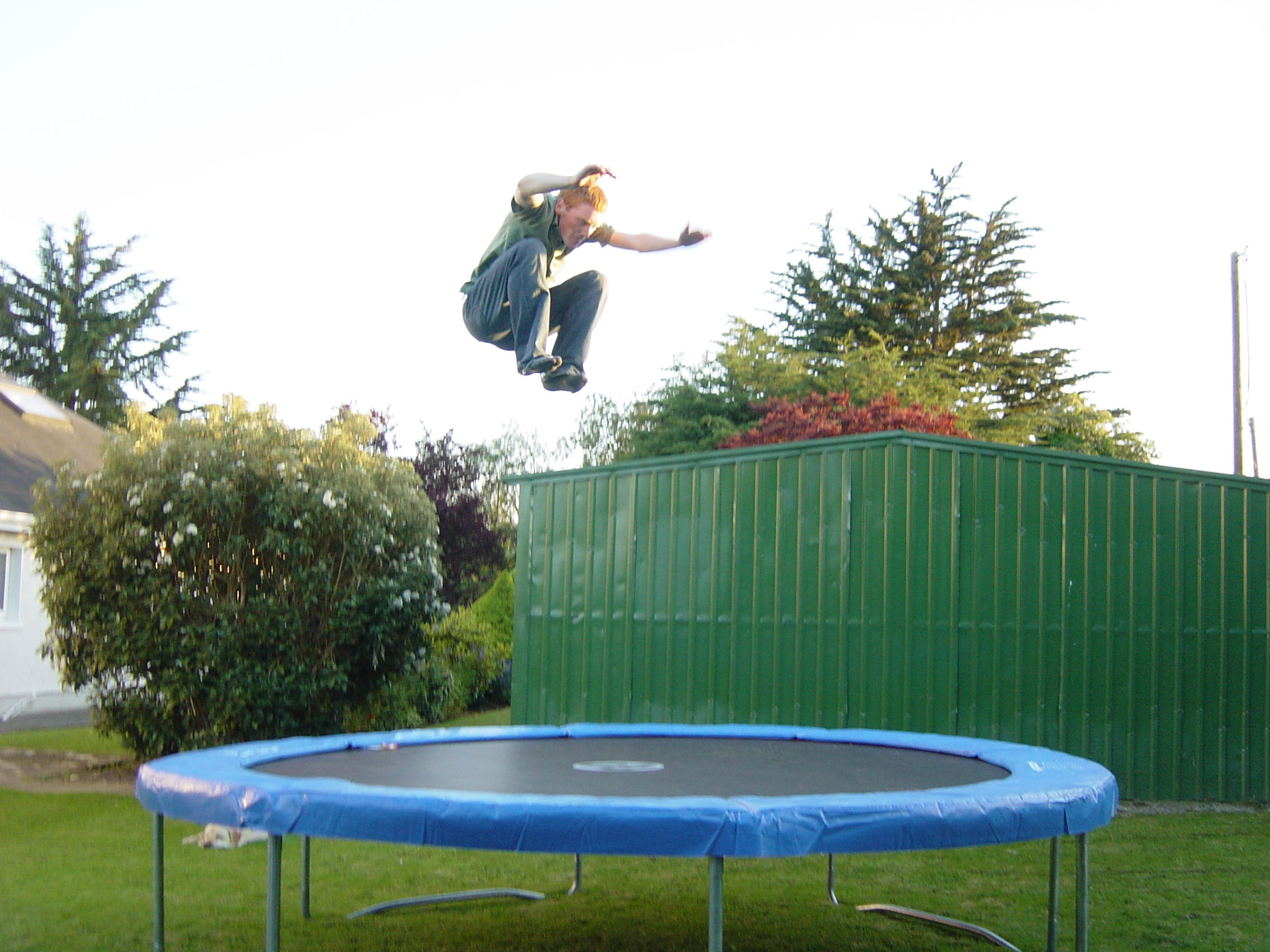
یک ترامپولین، وسیله مورد نیاز برای ورزش ترامپولین

ترامپولین (به فرانسوی: Trampoline) یا جَست‌ورزی یکی از رشته‌های ورزشی ژیمناستیک است. ترامپولین در زبان عام به تشک پرش درجا و بپر بپر شناخته می‌شود. مسابقات این رشته بر روی وسیله‌ای به نام ترامپولین (جَستانه) انجام می‌شود که یکی از اسباب‌های تمرینی مهم ورزش ژیمناستیک است. مسابقات این ورزش به صورت انفرادی یا دو نفره برگزار می‌شود.
فردی که به اجرای حرکات ورزشی ـ نمایشی بر روی جستانه می‌پردازد جست‌ورز نامیده می‌شود.
اولین مسابقات برگزار شده ترامپولین در مدارس و دانشگاه‌های آمریکا و اروپا بوده‌است که بدون قوانین خاصی انجام می‌شده، در دهه ۱۹۵۰ میلادی به تدریج قوانینی برای این ورزش تدوین شد. ترامپولین در بازی‌های المپیک تابستانی ۲۰۰۰ برای اولین بار در المپیک به عنوان یکی از بخش‌های ورزش ژیمناستیک برگزار شد.
پیرامون مزایای ترامپولین و جامپینپ تحقیقات بسیاری صورت گرفته‌است. از این جمله می‌توان به مقاله مرکز تحقیقات بیومکانیک ناسا NASA اشاره کرد. به گفته ای کارتر ترامپولین بهترین ورزش و تحرکی است که بشر برای سلامت اختراع نموده.
این ورزش نه تنها موجب تناسب اندام و کاهش وزن می‌شود بلکه موجب تقویت سیستم لنفاوی و سمزدایی از بدن می‌شود. غدد لنفاوی بدن فاقد عضله جهت فعالیت و سم زدایی است و فقط به واسطه تحرک و فعالیت عمل سم زدایی را انجام می‌دهند.
امروزه ترامپولین در سایزها و ابعاد مختلف تولید شده و نمونه‌های با ابعاد کوچک آن، در منازل و باشگاه‌ها کاربرد داشته و با نام مینی ترامپولین (mini trampoline) یا ریباندر (rebounder) شناخته می‌شود. از این وسیله در مراکز فیزیوتراپی جهت تقویت هماهنگی عصب و عضله و حرکات اصلاحی برای سالمندان و کودکان کم توان استفاده می‌شود.

## نگارخانه

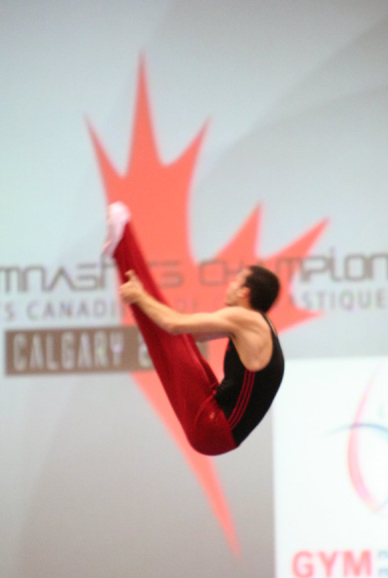
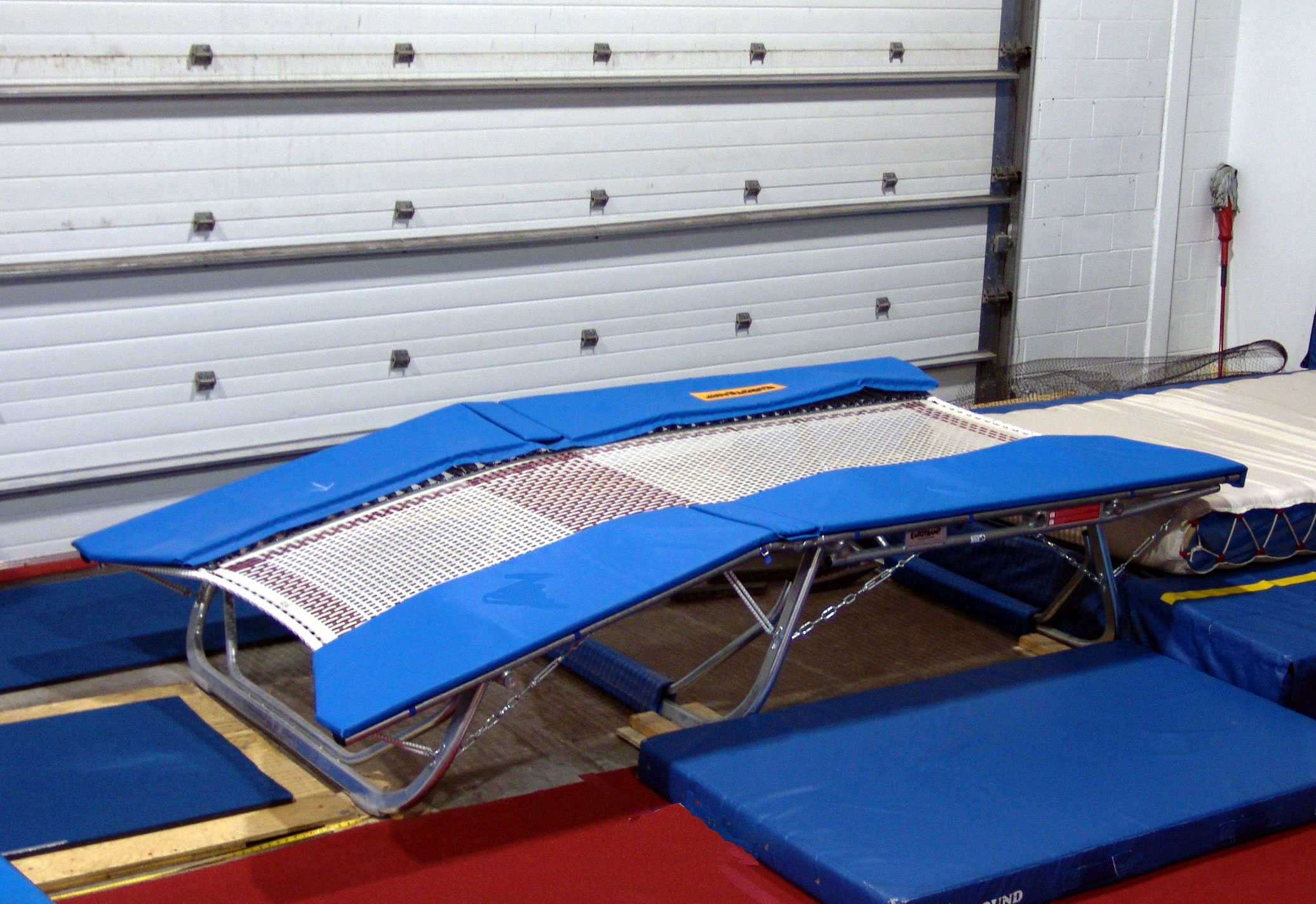
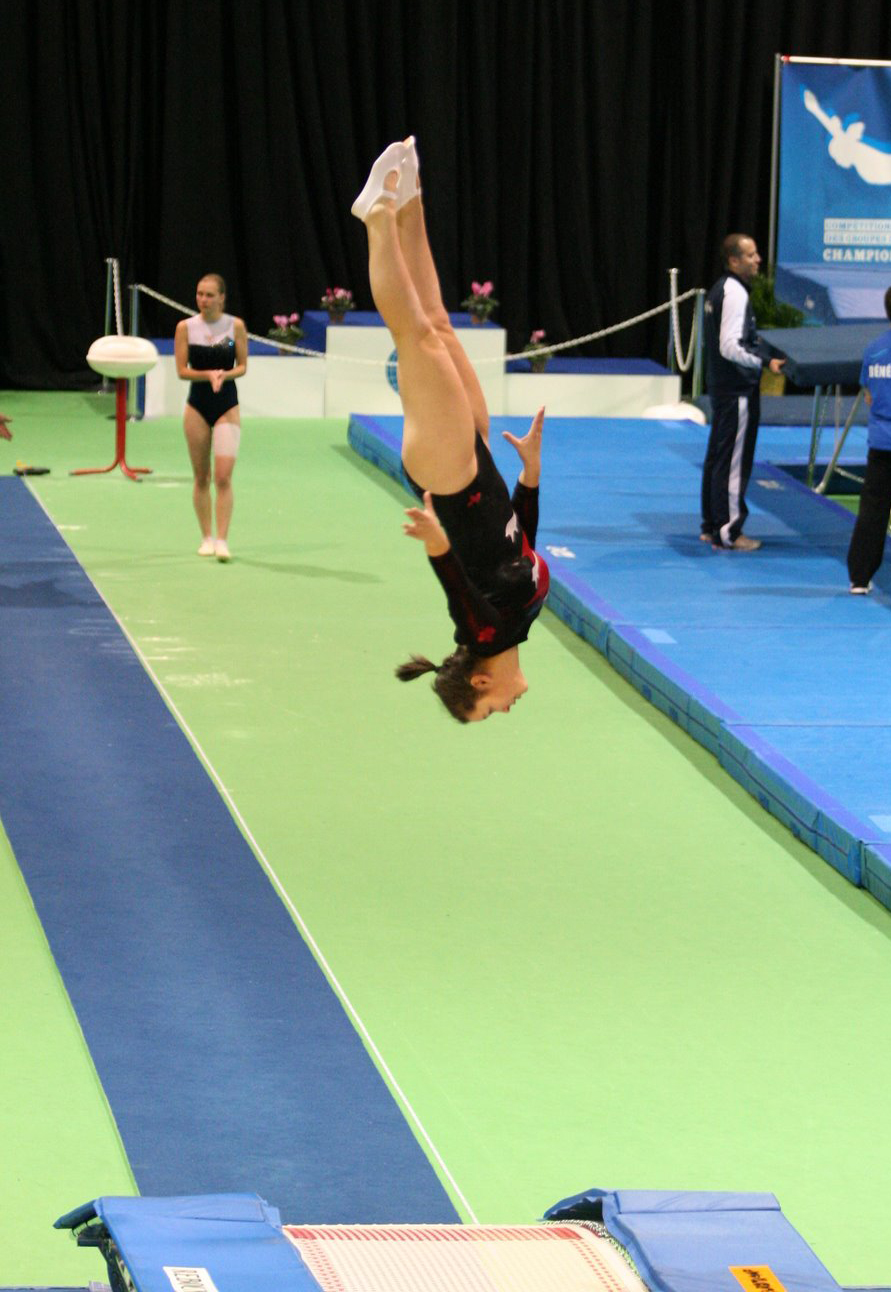